# 1997 w informatyce
Kalendarium informatyczne 1997 roku
- 8 stycznia – ukazał się mikroprocesor Pentium MMX firmy Intel[1].
- 3–11 maja – mistrz świata w szachach Garri Kasparow przegrał pojedynek z superkomputerem Deep Blue. Poprzedni pojedynek, który miał miejsce rok wcześniej, zakończył się zwycięstwem Kasparowa[2][3].
- 7 maja – ukazał się mikroprocesor Pentium II firmy Intel[4].
- czerwiec – wydano pierwszą wersję odtwarzacza multimedialnego Winamp[5].
- 29 września – Microsoft wydał system operacyjny Windows CE 2.0[6].
- Microsoft wydał przeglądarkę internetową Internet Explorer 4[7].
- Microsoft wprowadził oprogramowanie służące do rozpoznawania mowy na komputerach z systemem Microsoft Windows[8].
- Ukazała się druga wersja Single UNIX Specification, rozszerzona o tryb czasu rzeczywistego, wątki, 64-bitowość[9]